# Lonchocarpus emarginatus
Lonchocarpus emarginatus är en ärtväxtart som beskrevs av Henri François Pittier. Lonchocarpus emarginatus ingår i släktet Lonchocarpus och familjen ärtväxter. Inga underarter finns listade i Catalogue of Life.